# کوردوبا (اسپانیا)
کوردوبا یا قُرطَبه (به اسپانیایی: Córdoba به انگلیسی: Cordova) شهری در منطقه اَندَلُس در جنوب اسپانیا و مرکز استان کوردوبا در اسپانیا است.

## تاریخچه
«قرطبه» یکی از شهرهای معروف «اندلس» (اسپانیا) و پایتخت حکومت امویان در اندلس بود.
از این شهر همواره به عنوان یکی از مهم‌ترین مراکز تمدن و فرهنگ اسلامی یاد می‌شود.
مسلمانان در این شهر مسجدهای بزرگی را بنا کردند که مهم‌ترین آن مسجد قرطبه در همین شهر بود. بنای این مسجد جامع را عبدالرحمن الداخل مؤسس دولت اموی اندلس در سال ۱۷۰ هجری قمری به سبک جامع دمشق آغاز نمود.

## اقتصاد
این شهر همچنین یکی از مراکز صنایع چرم‌سازی، کاغذسازی، روغن کشی، قندسازی و مواد شیمیایی بوده‌است.

## شهر خواهر
فاس (مراکش) از ۱۹۹۰.